# وایسلو
وایسلو (به مجاری:  Vajszló) یک منطقهٔ مسکونی در مجارستان است که در ناحیه شیه واقع شده‌است.